# Добрська-Кольонія
Добрська-Кольонія (пол. Dobrska-Kolonia) — село в Польщі, у гміні Рацьонж Плонського повіту Мазовецького воєводства.
Населення — 151 особа (2011).
У 1975-1998 роках село належало до Цехановського воєводства.

## Демографія
Демографічна структура станом на 31 березня 2011 року:
|          | Загалом | Допрацездатний вік | Працездатний вік | Постпрацездатний вік |
| -------- | ------- | ------------------ | ---------------- | -------------------- |
| Чоловіки | 73      | 16                 | 45               | 12                   |
| Жінки    | 78      | 17                 | 41               | 20                   |
| Разом    | 151     | 33                 | 86               | 32                   |